# Fejchoa

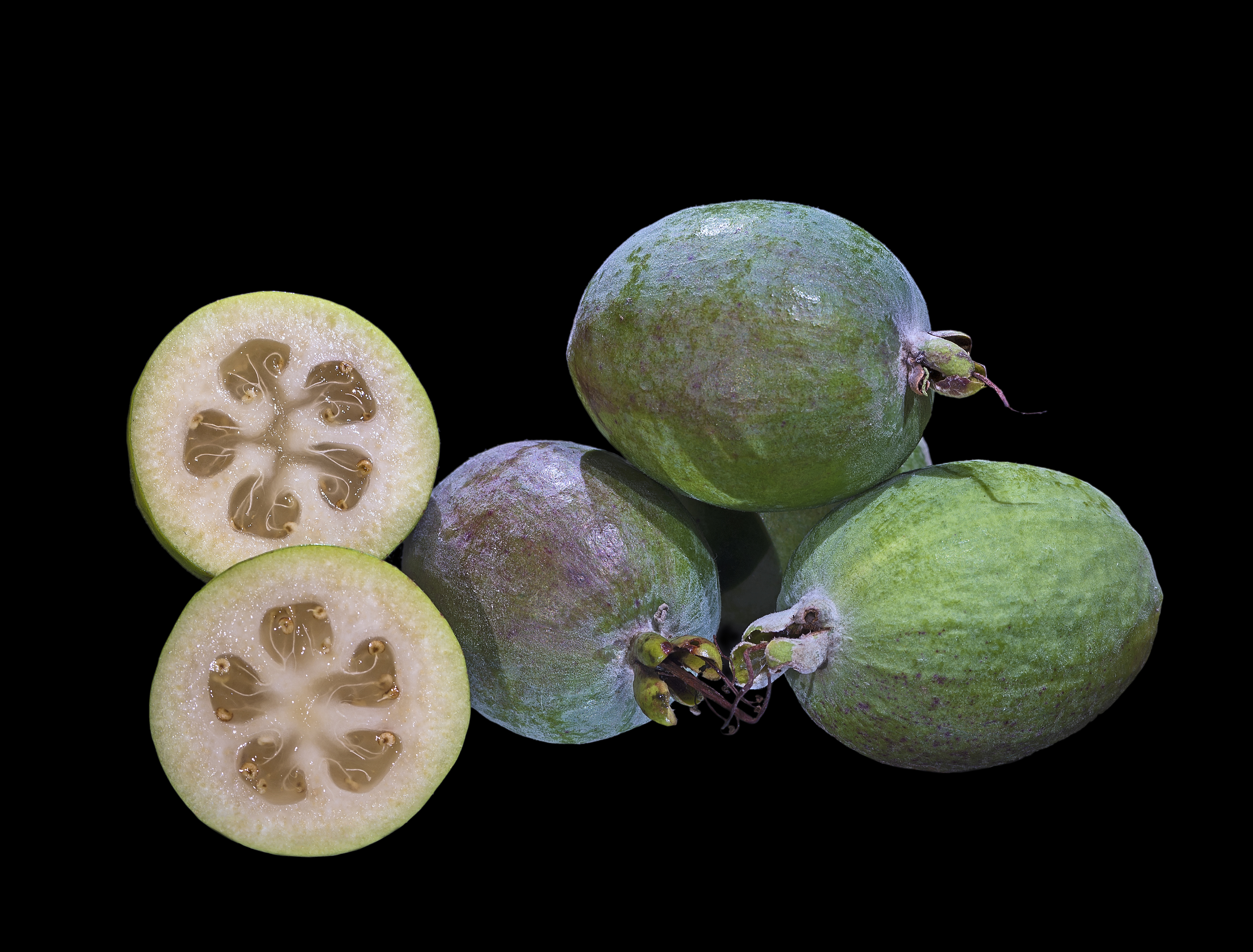
Plody aky

Fejchoa je subtropické ovoce, které poskytuje rostlina aka jedlá (Acca sellowiana), dřevina z čeledi myrtovité, pocházející ze subtropické Jižní Ameriky. Ovoce je podobné kvajávě. Rostlinu pojmenoval německý botanik Otto Karl Berg podle svého brazilského kolegy João da Silva Feijóa.

## Původ
Aka přirozeně roste v subtropických oblastech Brazílie, Paraguaye, Uruguaye a Argentiny. Většina prodávané fejchoy však na počátku 21. století pochází z Nového Zélandu, pěstuje se také na Kavkaze nebo ve Skotsku.

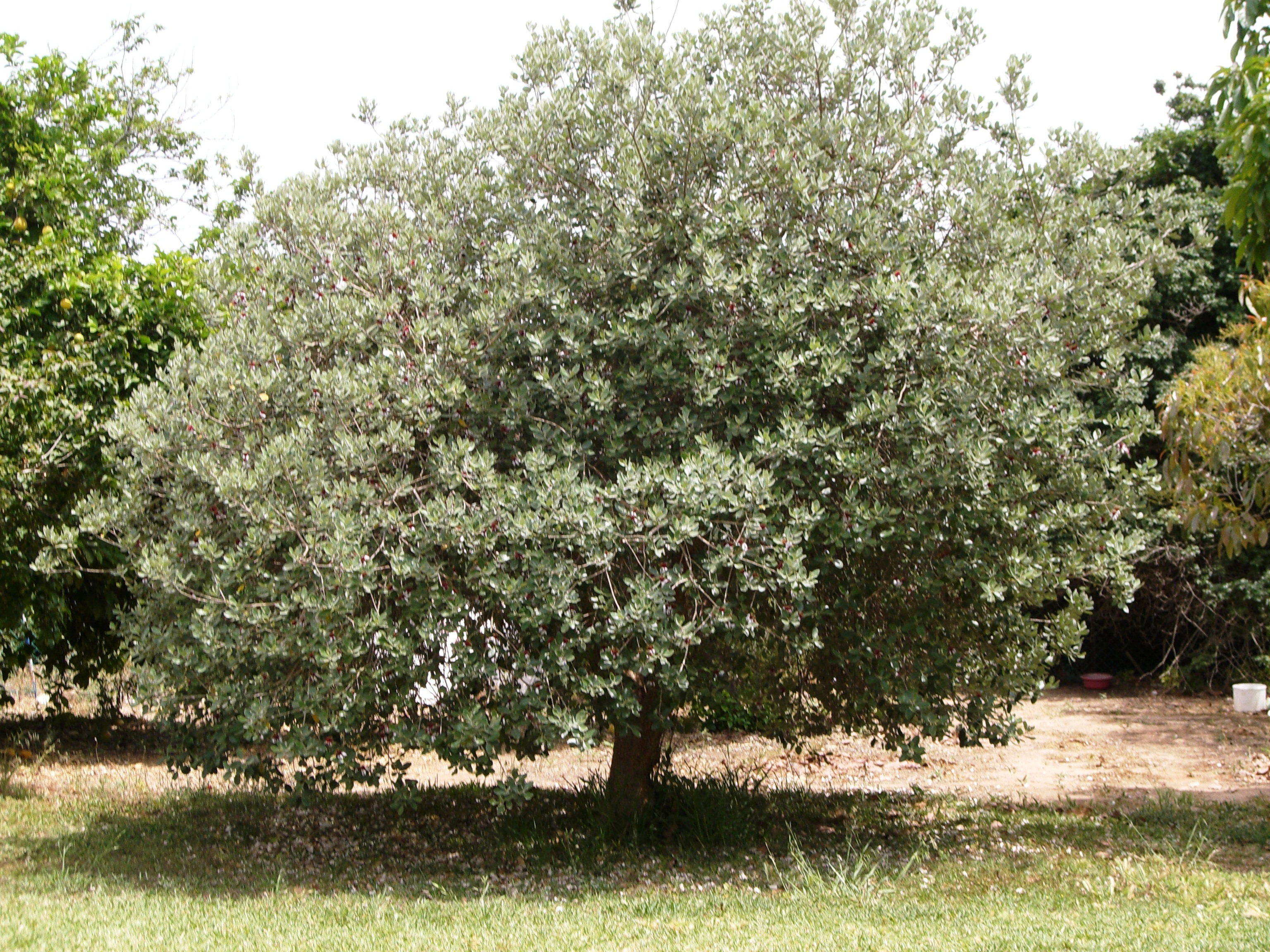

## Popis
Roste jako keř nebo nízký strom dorůstající 2,5–6 m výšky. Listy jsou vstřícné, leskle kožovité, oválné, na spodní straně šedě plstnaté, 3–7 cm dlouhé. Květy jsou oboupohlavné až 30 mm velké, ozdobné. Čtyři korunní plátky masité a bělorůžové, tyčinek je až 120 s jasně červenými nitkami, pestík bývá dlouhý a je červené barvy. Plod fejchoy má vejčitý nebo kulovitý tvar a je dlouhý asi 20–70 mm. Má zelenou nebo našedle zelenou, ojíněnou, kožovitou slupku a měkkou bílou šťavnatou dužinu s velkým počtem drobných semen. Plod bývá 35 až 100 g těžký.

## Pěstování
Rostlina vyžaduje zimní teploty pod 10 °C, v suchém prostředí snese mráz do −10 °C. V oblastech s celoročně horkým podnebím fejchoa nedává plody, vysazuje se pouze jako okrasná rostlina.

## Použití
Chuť dužniny bývá přirovnávána k jahodám nebo ananasu. Dužnina je jedlá, konzumuje se syrová nebo se používá do džusů, marmelád a ovocných salátů, fejchoou je aromatizovaná novozélandská značka vodky 42 Below. Ovoce se může snadno rozmačkat, proto se nedoporučuje dlouhý transport. Střed plodu tvoří podlouhlé rosolovité kapsy s množstvím drobných zrníček, která se používají k peelingu.

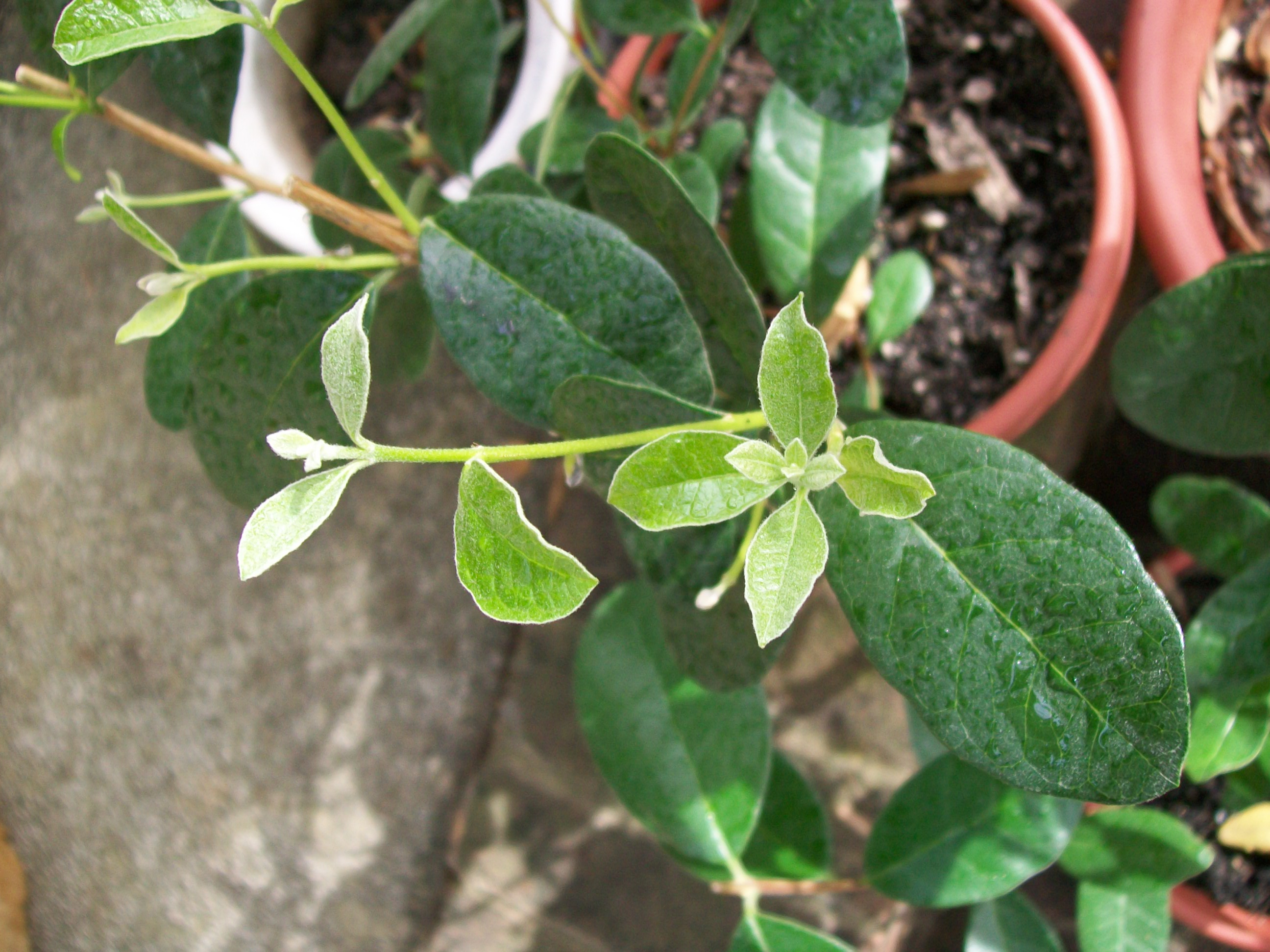
List
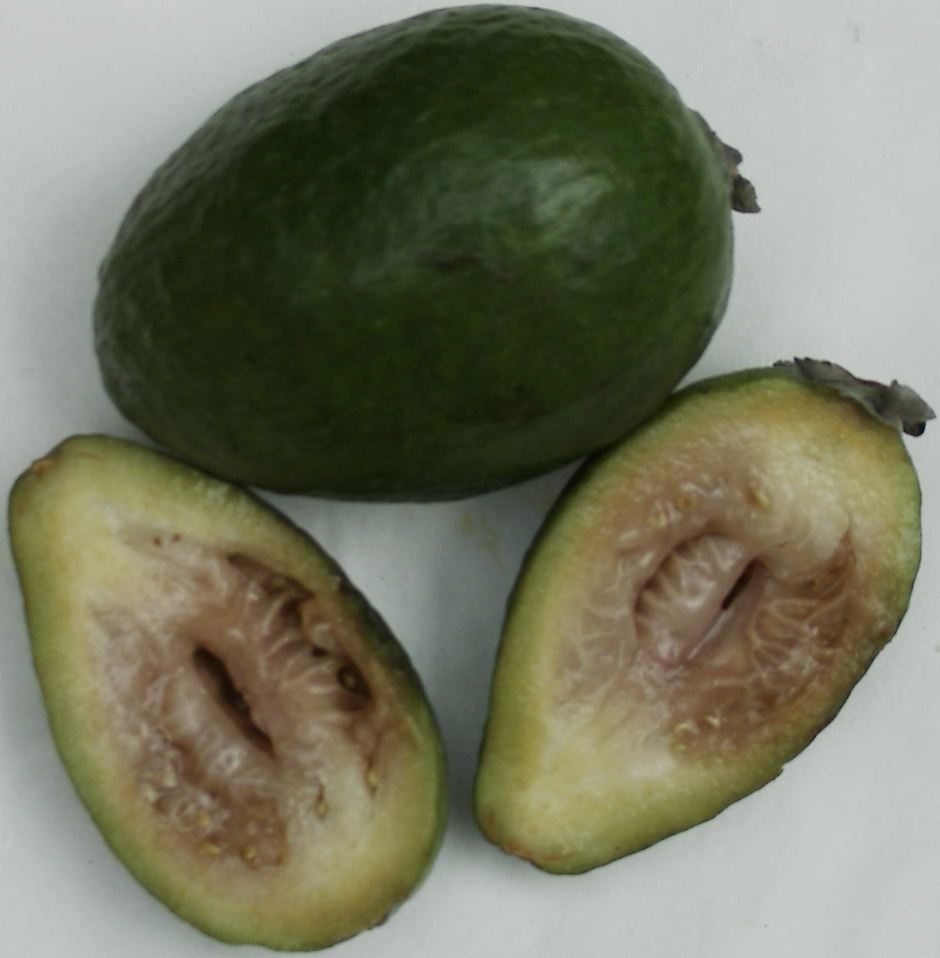
Plod - podélný řez
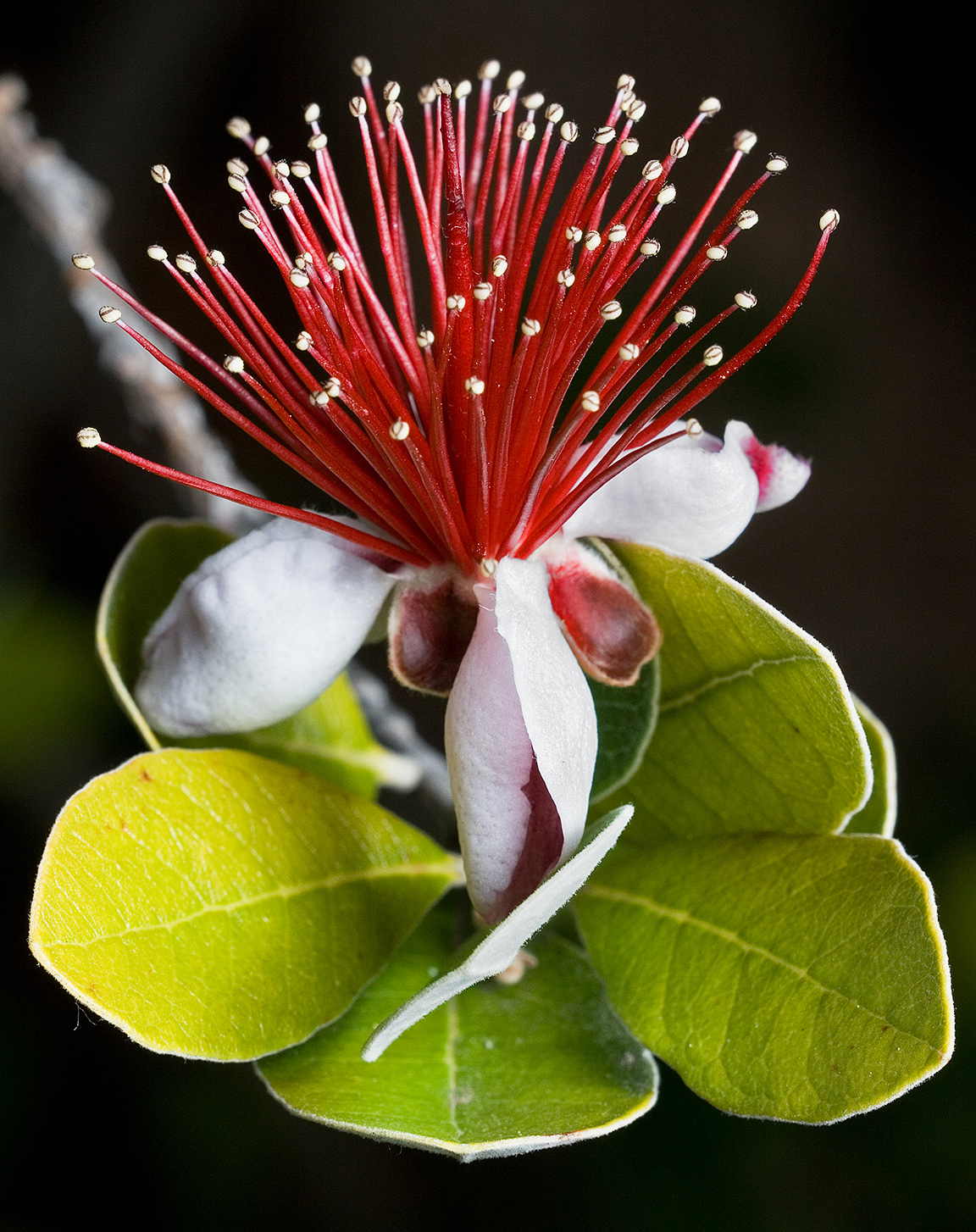
Květ
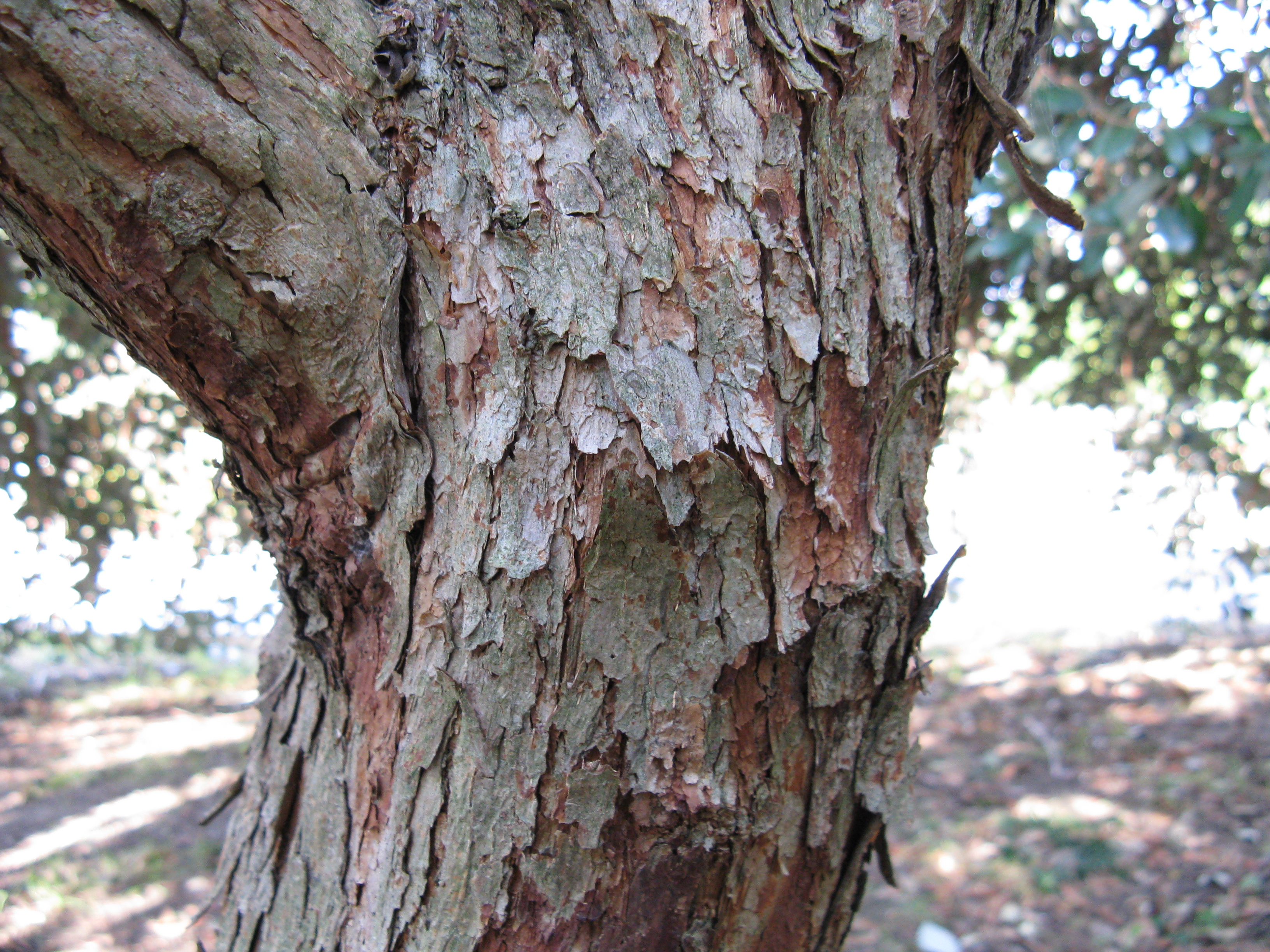
Borka